# Pleuroscopus
Pleuroscopus is een monotypisch geslacht van straalvinnige vissen uit de familie van sterrenkijkers (Uranoscopidae). Het geslacht is voor het eerst wetenschappelijk beschreven in 1927 door Barnard.

## Soort
- Pleuroscopus pseudodorsalis Barnard, 1927